# Smalnäbbad grönbulbyl
Smalnäbbad grönbulbyl (Stelgidillas gracilirostris) är en fågel i familjen bulbyler inom ordningen tättingar.

## Utseende och läte
Smalnäbbad grönbulbyl är en slank och långstjärtad bulbyl, med olivbrun rygg och grå undersida. Ögat är rött, vilket dock kan vara svår att se. Det vanligaste lätet är en lång och fallande vissling.

## Utbredning och systematik
Smalnäbbad grönbulbyl placeras som enda art i släktet Stelgidillas. Den delas upp i två underarter med följande utbredning:
- Stelgidillas gracilirostris gracilirostris – sydvästra Senegal Guinea till allra sydligaste Sydsudan, centrala Uganda och västra Kenya söderut till norra Angola och centrala Demokratiska republiken Kongo
- Stelgidillas gracilirostris percivali – höglänta områden från centrala Kenya till allra västligaste Tanzania

## Levnadssätt
Smalnäbbad grönbulbyl hittas i trädtaket i fuktig skog. Den påträffas enstaka, i par eller i smågrupper.

## Status och hot
Arten har ett stort utbredningsområde, men tros minska i antal, dock inte tillräckligt kraftigt för att den ska betraktas som hotad. Internationella naturvårdsunionen IUCN listar arten som livskraftig (LC). Världspopulationen har inte uppskattats men den beskrivs som generellt vanlig.